# A Camp
Gli A Camp sono un gruppo musicale svedese attivo dal 2001. La band è guidata dalla cantante Nina Persson, già nota come componente dei The Cardigans, con la quale collaborano Niclas Frisk e Nathan Larson (marito di Nina Persson).

## Storia del gruppo
Il primo ed eponimo album A Camp è stato pubblicato nel settembre 2001. Esso include i singoli I Can Buy You e Song for the Leftovers ed è stato prodotto da Mark Linkous (Sparklehorse).
Il secondo album Colonia è uscito nel gennaio 2009. Anche in questo disco collabora Linkous, oltre a James Iha, Anna Ternheim, Nicolai Dunger, Joan Wasser e altri.
Nel giugno 2009 il gruppo ha pubblicato un EP dal titolo Covers che contiene tre cover di David Bowie, Pink Floyd e Grace Jones registrate durante le prime sessioni di Colonia nel 2007.

## Formazione
- Nina Persson
- Niclas Frisk
- Nathan Larson

## Discografia

### Album in studio
- 2001 – A Camp
- 2009 – Colonia

### EP
- 2009 – Covers

### Singoli
- 2001 – I Can Buy You
- 2002 – Song for the Leftovers
- 2009 – Stronger than Jesus
- 2009 – Love Has Left the Room
- 2009 – My America